# Heinrich Meier (Politiker, 1609)
Heinrich Meier (* 15. Juli 1609 in Bremen; † 30. August 1676 in Bremen) war ein bremischer Jurist, Staatsmann und Bürgermeister seiner Stadt.

## Biografie
Meier wurde am 28. Juli 1638 zum Ratsherrn im Bremer Rat und am 2. Dezember 1654 zum Bürgermeister seiner Vaterstadt gewählt. Seine öffentliche Wirksamkeit fiel in eine der schwierigsten Perioden der Bremischen Geschichte, in der die von der Stadt behauptete und vom Kaiser wiederholt anerkannte Reichsunmittelbarkeit von dem letzten Bremer Erzbischof, Friedrich von Dänemark, und von dessen Rechtsnachfolger, der schwedischen Krone, diplomatisch, publizistisch und militärisch bestritten wurde.
Die in der staatsrechtlichen Entwicklung Bremens als bedeutend erachtete Streitschrift gegen die schwedischen Bestrebungen stammt zu großen Teilen von Meier, es handelt sich um die „Assertio 1ibertatis reipubl. Bremensis d. i. der Kayserl. und des h. Röm. Reichs freyen Stadt Bremen Ehren-Freyheit und Standts Rettung. Zu bleibender Nachricht außgefertigt. Anno 1646“, die 1651 auch gedruckt vorlag. Ob Meier an den weiteren schriftlichen Auseinandersetzungen der Jahre 1654 und 1666 erneut beteiligt war, ließ sich nicht mehr eindeutig feststellen. Meier wird auch die zweite in Merians Topographia Saxoniae im Jahre 1653 auf den Seiten 51 bis 70 erschienene Beschreibung der Stadt Bremen zugeschrieben.
Darüber hinaus sind von ihm zwei handschriftlich verfasste Tagebücher (Diarien) bekannt. Im ersten hat er neben Ereignissen in der eigenen Familie auch wichtige öffentliche Ereignisse in Bremen festgehalten, die etwa den Zeitraum ab 1638, dem Jahr seines Eintritts in den Bremer Rat, bis kurz vor seinem Tod im Jahre 1676 umfassen. Dieses Tagebuch wurde anschließend von seinen Söhnen bis  1684 fortgeführt, es befindet sich im Bremischen Staatsarchiv. Ein zweites Tagebuch beschreibt seine diplomatische Mission von April bis September 1654 bei den Generalstaaten, der Vertretung der Republik der Sieben Vereinigten Niederlande. Weiterhin war er auch an den Verhandlungen in Den Haag beteiligt, die am 28. November 1654 zum Abschluss des Stader Vergleichs zwischen Bremen und Schweden führten. In den letzten zwanzig Jahren seines Lebens traten seine in den Außenbeziehungen Bremens erzielten Ergebnisse jedoch in der Wirkung hinter die von dem Bremer Syndicus Johann Wachmann dem jüngeren erzielten zurück.